# Hélder Câmara
Hélder Pessoa Câmara (pronunciación en portugués: ˈɛwdeɾ peˈsoɐ ˈkɐ̃mɐɾɐ; Fortaleza, 7 de febrero de 1909 - Recife, 27 de agosto de 1999) fue un sacerdote católico, teólogo y filósofo brasileño, arzobispo emérito de Olinda y Recife, defensor de los derechos humanos y figura de la teología de la liberación. 
Fue uno de los fundadores de la Conferencia Nacional de Obispos de Brasil (CNBB) y defensor de los derechos humanos durante la dictadura militar brasileña (1964-1985). Por su actuación recibió numerosos premios nacionales e internacionales, siendo el único brasileño candidato cuatro veces al Premio Nobel de la Paz.
Es recordado por su aforismo:

Cuando doy comida a los pobres, me llaman santo. Cuando pregunto por qué son pobres, me llaman comunista.

## Biografía

### Estudios y sacerdocio
Nació como Hélder Pessoa Câmara el 7 de febrero de 1909 en Fortaleza, Ceará, en la pobre región del Nordeste de Brasil. Su padre era contable y su madre profesora de primaria. Se educó en escuelas católicas locales e ingresó en el Seminario Diocesano de Fortaleza en 1923, el Seminario de la Prainha, entonces bajo la dirección de los padres lazaristas. En esa institución terminó la secundaria y después las licenciaturas de Filosofía y Teología.
Fue ordenado sacerdote el 15 de agosto de 1931, en Fortaleza, a los 22 años de edad, con autorización especial de la Santa Sede, al no tener aún la edad mínima exigida.El 3 de marzo de 1952, Pío XII nombró a Câmara obispo auxiliar de Río de Janeiro. Durante sus primeros años como sacerdote, fue partidario de la ultraderechista Acción Integralista Brasileña (AIB), opción ideológica que rechazó más tarde. También fundó dos organizaciones sociales: la Legión del Trabajo de Ceará, en 1931, y la Sindicalización Obrera Femenin Católica, que congregaba a las lavanderas, limpiadoras y empleadas domésticas. Participó en la elaboración de las políticas gubernamentales del estado de Ceará, dando un importante impulso a los estudios sociales en el área de la educación pública. Fue nombrado director del Departamento de Educación de Ceará.
Para profundizar sus estudios, fue transferido en 1936 a Río de Janeiro, que era la capital de la república, donde se dedicó a actividades apostólicas. Fue Director Técnico de la Enseñanza de Religión. Allí tuvo como Director espiritual a Leonel Franca, creador de la primera universidad católica de Brasil - la Pontificia Universidad Católica de Río de Janeiro. En el período de posguerra, fundó la Comisión Católica Nacional de Inmigración para apoyar la inmigración de refugiados.

### Obispo auxiliar de Río

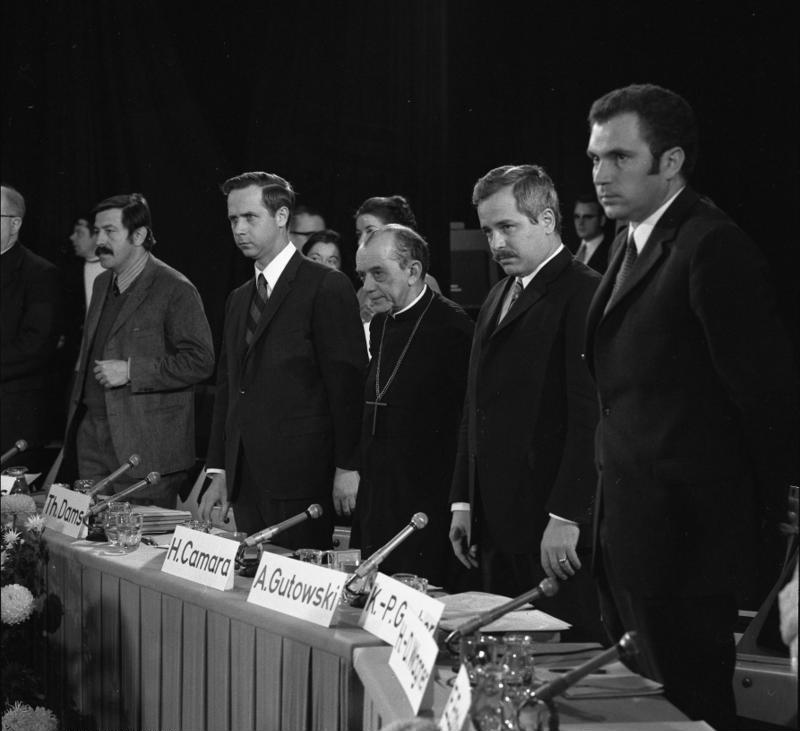
Cámara, en la primera reunión del Foro Alemán para la Política de Desarrollo en el Beethovenhalle de Bonn, 1970.

Fue nombrado obispo auxiliar de la arquidiócesis de Río de Janeiro, el 3 de marzo de 1952. Fue ordenado obispo a los 43 años, el 20 de abril de 1952, de manos de dom Jaime de Barros Câmara, dom Rosalvo Costa Rego e dom Jorge Marcos de Oliveira.
Fue gran promotor del colegiado de los obispos y de la renovación de la Iglesia católica, fortaleciendo la dimensión del compromiso social. En 1950, entró en contacto con Monseñor Giovanni Batista Montini, entonces subsecretario de Estado de la Santa Sede y futuro papa Pablo VI, quien apoyó y consiguió la aprobación, en 1952, para crear la Conferencia Nacional de los Obispos de Brasil, con sede en Río de Janeiro. Hélder Câmara fue el secretario general de esa Conferencia, hasta 1964. Su capacidad de articulación volvió realidad el XXXVI Congreso Eucarístico Internacional, en 1955, en Río de Janeiro.
En 1956, fundó la Cruzada São Sebastião, con el objetivo de dar viviendas decentes a los favelados y sin techo. De esa iniciativa, surgieron varios conjuntos habitacionales. En 1959, fundó el Banco da Providência, cuya actuación se centró en la atención a las personas que viven en condición de miseria.

### Celam y Concilio Vaticano II
Hélder Câmara, desde la primera conferencia en Río en 1955 hasta 1992, fue el delegado del episcopado brasileño en el Consejo Episcopal Latinoamericano (CELAM). Como tal estuvo presente en la II Conferencia General del Episcopado Latinoamericano celebrada en Colombia en 1968, la tercera en Puebla (1979) y la cuarta en Santo Domingo (1992). Fue presidente y vicepresidente del CELAM.
Participó activamente en el Concilio Ecuménico Vaticano II, siendo padre conciliar en las cuatro sesiones del concilio. Ya próxima la finalización del Concilio, Hélder Câmara fue uno de los proponentes y signatarios del Pacto de las catacumbas, un documento firmado por cerca de 40 padres conciliares el 16 de noviembre de 1965, después de celebrar juntos la Eucaristía en las Catacumbas de Domitila en Roma. Por ese pacto se comprometieron a caminar con los pobres asumiendo un estilo de vida sencillo y renunciando a todo símbolo de poder.
El 15 de agosto de 1967 fue uno de los redactores y firmantes del Manifiesto de los 18 Obispos, que apoyando el llamado de Pablo VI en la encíclica Populorum Progressio, toma posición contra los "opresores del mundo de los pobres", llama a sustituir el capitalismo y a promover un verdadero socialismo, sin colectivismo totalitario ni persecución religiosa. Tanto el pacto como el manifiesto tuvieron fuerte influencia en el surgimiento de la Teología de la liberación.

### Arzobispo de Olinda y Recife
El 12 de marzo de 1964 fue designado arzobispo de Olinda y Recife, Pernambuco, cargo que ejerció hasta el 2 de abril de 1985. Instituyó el gobierno colegiado de la archidiócesis, organizado en sectores pastorales. Creó el Movimiento Encuentro de Hermanisos, el Banco da Providência y la Comisión de Justicia y Paz de la arquidiócesis. Por otra parte apoyó, impulsó y fortaleció las Comunidades Eclesiales de Base.

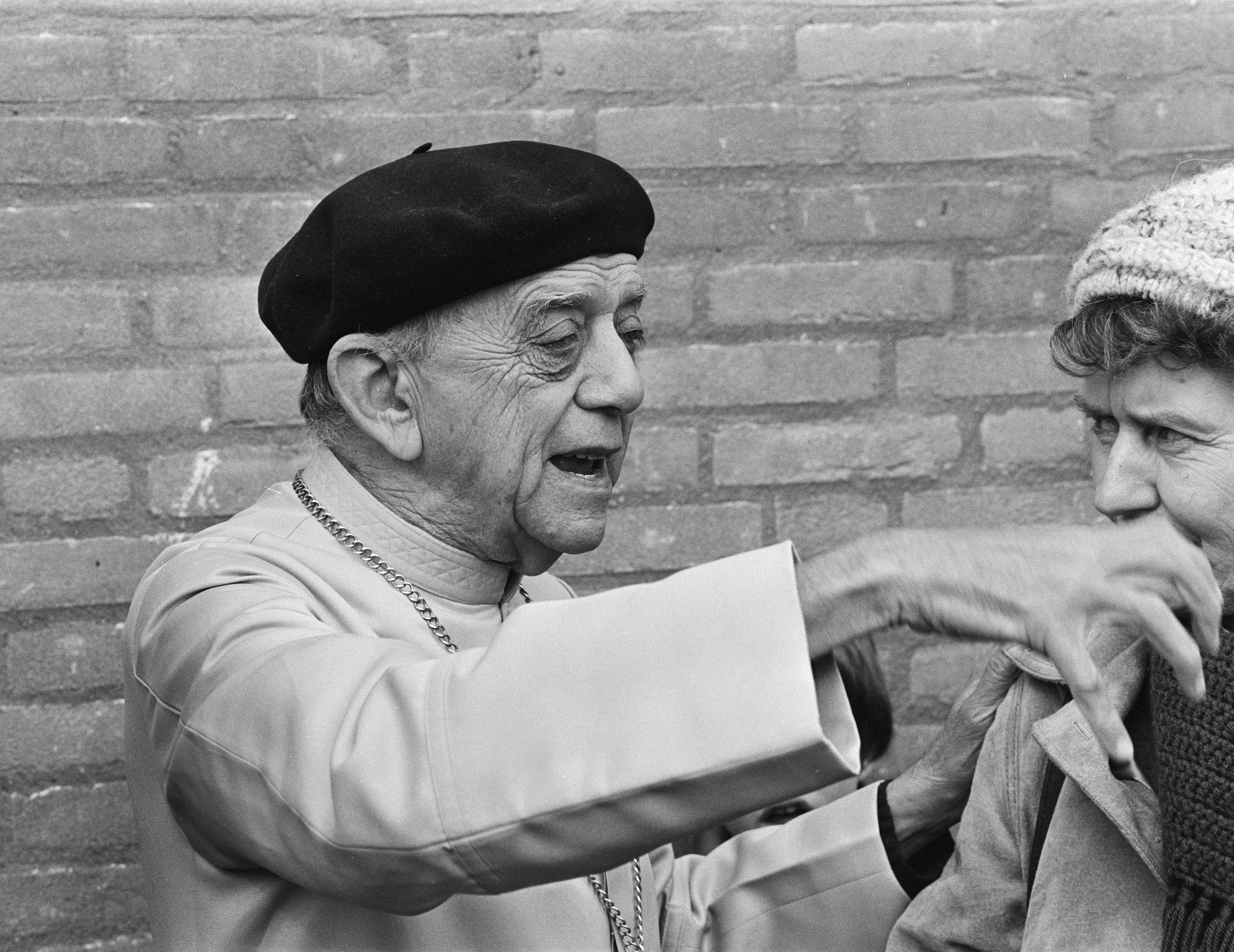
Hélder Câmara en 1984

Mantuvo una clara resistencia a la dictadura militar. Se convirtió en líder del movimiento por los derechos humanos. No vaciló en acudir a los medios de comunicación para denunciar las injusticias. Predicó en Brasil e internacionalmente una fe cristiana comprometida con las reivindicaciones de los empobrecidos. Fue perseguido por los militares por su actuación social y política, siendo señalado como comunista. Fue llamado el "arzobispo rojo" (arcebispo vermelho). En 1968 su residencia fue ametrallada y un año después fue asesinado uno de sus colaboradores más cercanos. Tras el llamado "Acto Institucional Número Cinco" le fue vedado el acceso a medios de comunicación e inclusive fue prohibida cualquier referencia a él. Al quedar aislado de la opinión pública brasileña, fue en el exterior donde divulgó ampliamente sus ideas y denuncias de violaciones de derechos humanos en Brasil. Fue promotor del movimiento de no violencia activa.
En 1984, al completar 75 años, presentó su renuncia por edad. Tras su jubilación, continuó viviendo hasta su fallecimiento en Recife, en los cuartos de la Iglesia de las Fronteiras, donde residía desde 1968. Su cuerpo reposa en la Catedral metropolitana del Santo Salvador del Mundo en Olinda.

## Reconocimientos
En vida fue nombrado doctor honoris causa por más de una docena de universidades, y fue propuesto en diversas ocasiones para el premio Nobel de la Paz. En 1999 la Iglesia católica lo reconoció como siervo de Dios, y la Congregación para la Causa de los Santos emitió su parecer favorable para el inicio del proceso de beatificación. En 2015 se abrió su proceso de beatificación en la diócesis de Olinda y Recife, donde había sido anteriormente arzobispo.
La Iglesia episcopal anglicana del Brasil lo incluyó en su calendario de santos, su festividad es el 27 de agosto.